# Красноселькуп (аэропорт)
Красносельку́п — региональный аэропорт села Красноселькуп Ямало-Ненецкого автономного округа России.

## Принимаемые типыВС
Ан-12, Ан-24, Ан-26, Ан-72, Ан-74, Ан-148, Ан-158, Ан-178, Як-40, Як-42, Airbus A318, ATR-42, ATR-72, Boeing 717, Bombardier CRJ100, Bombardier CRJ200, Bombardier CRJ700, Bombardier CRJ900, Dassault Falcon 900, Embraer EMB 120, SSJ 100 и более лёгкие, вертолёты всех типов.

## Функционирование
В 2022 году сдано в эксплуатацию новое здание аэровокзала. Сам аэропорт способен круглогодично принимать рейсы различных, вплоть до среднемагистральных, судов, однако по состоянию на 2025 год служит лишь как посадочная вертолётная площадка для сообщения с городами Тарко-Сале и Новым Уренгоем.

## Показатели деятельности
| год             | 2014  | 2015  | 2016  | 2017  | 2018  | 2022  |
| тыс. пассажиров | 16,03 | 15,00 | 14,49 | 13,71 | 13,99 | 16,24 |
| Источники:      |       |       |       |       |       |       |